# Alexandros (Hoàng đế Đông La Mã)
Alexandros (tiếng Hy Lạp: Αλέξανδρος, Alexandros, 19 tháng 9, 866 –  6 tháng 6, 913), đôi lúc còn gọi là Alexandros III, là Hoàng đế Đông La Mã từ năm 912 đến 913. Ông là con trai thứ ba của Hoàng đế Basileios I và Hoàng hậu Eudokia Ingerina. Không giống như người anh trai Leon VI, cha của ông đã không dính vào vụ tranh giành ngôi báu giữa Basileios I và Mikhael III bởi vì ông được sinh ra sau khi Mikhael qua đời.

## Tiểu sử
Alexandros được phụ hoàng phong làm đồng hoàng đế vào năm 879. Sau cái chết của người anh trai vào ngày 11 tháng 5 năm 912, Alexandros đã kế vị là hoàng đế lớn cùng với cậu con trai Konstantinos VII của Leo. Ông là vị hoàng đế Đông La Mã đầu tiên sử dụng thuật ngữ "autocrator" (αὐτοκράτωρ πιστὸς εὑσεβὴς βασιλεὺς) trên tiền đúc để kỷ niệm kết thúc ba mươi ba năm làm đồng hoàng đế. Alexandros đã kịp thời sa thải hầu hết các cố vấn và người thân của Leo, bao gồm cả đô đốc Himerios, thượng phụ Euthymios và Nữ hoàng Zoe Karbonopsina, mẹ của Konstantinos VII đã bị ông nhốt vào một nữ tu viện. Viên thượng phụ lại tới hội ý với Nicholas Mystikos, vốn bị loại bỏ khỏi vị trí này bởi vì ông đã phản đối cuộc hôn nhân thứ tư của Leo. Trong suốt triều đại ngắn ngủi của mình, lãnh thổ Đông La Mã dưới thời Alexandros đã bị đại quân dưới trướng Al- Muqtadir của Abbasid Caliphate ở phía Đông tấn công, hơn nữa lại còn kích động một cuộc chiến tranh với Simeon I của Bulgaria bằng cách từ chối gửi đồ cống theo như thường lệ tới lễ đăng quang của ông. Alexandros chết sau một cơn đau dạ dày diễn ra khi chơi một trò tzykanion vào ngày 6 tháng 6 năm 913, được cho là do lời tiên tri của người anh trai rằng ông chỉ trị vì trong 13 tháng.
Các nguồn sử liệu đa phần đều có ác cảm với Alexandros chẳng hạn như ông được mô tả là kẻ lười biếng, phóng đãng và độc ác, trong đó có tin đồn rằng ông dự định thiến vị thiếu đế Konstantinos VII để loại trừ ứng cử viên kế thừa ngôi vị. Ít nhất thì điều đó đã không xảy ra thế nhưng Alexandros đã để lại người kế nhiệm ông là một nhiếp chính tỏ thái độ thù địch (Nicholas Mystikos) và sự khởi đầu của một cuộc chiến tranh lâu dài chống lại Bulgaria. Các nguồn sử liệu cũng cáo buộc Hoàng đế thờ tượng thần bao gồm cả việc hiến tế bức tượng hình con lợn vàng của dị giáo ở Hippodrome với hy vọng chữa trị chứng bất lực của mình.